# 2015年夏季世界大學運動會孟加拉國代表團
2015年夏季世界大學運動會孟加拉國代表團，是孟加拉派出的2015年夏季世界大學運動會代表團，共計2人參賽，未獲得任何獎牌。